# Heinz Weixelbraun
Heinz Weixelbraun (ur. 19 maja 1963 w Spittal an der Drau) – austriacki aktor telewizyjny, teatralny i filmowy.

## Życiorys
W 1984 został aktorem w Volkstheater w Wiedniu, a w latach 1986-1991 grał w Volksbühne Berlin w Berlinie. Od 1983 zatrudniany w różnych produkcjach filmowych i telewizyjnych. Popularność przyniosła mu rola Christiana Böcka w serialu kryminalnym pt. Komisarz Rex. Zrezygnował z tej roli w 2001 z powodu powrotu do gry w teatrze.
Ma dwójkę dzieci.

## Filmografia

### Filmy kinowe
- 1988: Unter Freunden
- 1989: Kobieta skorpion - Georg
- 1990: Erwin i Julia - Erwin
- 1991: Eine Erste Liebe
- 1992: Latające dzieci - Mężczyzna
- 1993: Der Nachbar - Junger Mann

### Filmy TV
- 1987: Das rauhe Leben
- 1994: 1945 - Guido
- 1995: Bauernschach
- 1995: Bauernschach
- 1995: Schwarze Tage - Tannenzweig
- 1996: Hoch Zeit
- 1997: Die Hochzeit

### Seriale TV
- 1987–1995:: Tatort - Siggi Müller, Ernst, Robert Hauser
- 1996–2001: Komisarz Rex - Christian Böck
- 2003: Medicopter 117 - Hans Bernburger
- 2012: Schnell ermittelt - Herbert Wasik

## Nagrody
- 1990: Nominacja do Europejskiej Nagrody Filmowej - Erwin i Julia
- 1992: Nominacja do Nagrody im. Maxa Ophülsa - Latające dzieci